# 犬伏家住宅
犬伏家住宅（いぬぶしけじゅうたく）は、徳島県板野郡藍住町にある歴史的な建造物。国の重要文化財に指定。

## 歴史
犬伏家住宅は吉野川下流域の北岸に建ち、藍の取引により財を築き、江戸時代後期から薬の製造・販売を営んだ。吉野川の改修工事で敷地の一部が堤防用地となったため敷地を造成し、1931年（昭和6年）から1934年（昭和9年）までに全体を建て替えた。2020年（令和2年）12月23日に国の重要文化財に指定された。
全体は和風で応接室のみ洋風とする。主屋の二階を居室化し、平面計画や構造技術においても近代的特徴を示す。周囲より一段高く宅地を造成し、主屋を中心に土蔵群で囲む屋敷構えや本瓦葺の多用など当地域の伝統を継承している。

## 交通
- 徳島自動車道「藍住インターチェンジ」より車で約3分。